# Fuck 'N Roll
Fuck 'N Roll è un EP pubblicato dalla ex-cantante del gruppo punk rock Plasmatics Wendy O. Williams nel 1985 per la Jackhammer.

## Tracce
1. Fuck 'n Roll
2. Ain't None of your Business (incl. full uncut Banana Rap)
3. Bumb and Grind

## Formazione
- Wendy O. Williams - voce
- Wes Beech - chitarra, voce addizionale
- Michael Ray - chitarra, voce addizionale
- Greg Smith - basso, voce addizionale
- T. C. Tolliver - batteria, voce addizionale